# Chatterton (pièce de théâtre)
Pour les articles homonymes, voir Chatterton.
Chatterton est une pièce de théâtre en prose et en trois actes, écrite par Alfred de Vigny. Elle a été représentée pour la première fois au Théâtre français le 12 février 1835 avec Marie Dorval, la maîtresse de Vigny, dans le premier rôle féminin, écrit pour elle. La comédienne jouera la pièce dans de nombreuses villes de France, contribuant ainsi à la diffusion du drame.
Cette pièce a été écrite en 1834, soit onze ans avant l'élection d'Alfred de Vigny au 32e fauteuil de l'Académie française. Chatterton est généralement considéré comme un drame romantique, ou bien comme une pièce relevant du romantisme, par sa thématique.

## Argument

La Mort de Chatterton peint par Henry Wallis (1856)

La pièce se déroule à Londres, au XVIIIe siècle. Elle retrace les derniers moments de Thomas Chatterton, personnage inspiré du célèbre écrivain anglais, qui se suicide à la veille de ses 18 ans parce qu'il n'arrive pas à vivre de sa passion : la poésie. Vigny transpose les faits historiques en plaçant son héros dans une modeste chambre au sein d'une pension bourgeoise tenue par un industriel londonien terriblement matérialiste (John Bell), où défilent de nobles universitaires imbus d'eux-mêmes. Tous vilipendent les poèmes de Chatterton. À la fin de la pièce, le personnage est criblé de dettes, tandis que son honneur d'écrivain est remis en question : il apprend qu'il va être arrêté, qu'on l'accuse de plagiat, et que le lord-maire, qu'il avait contacté pour résoudre ses problèmes d'argent, lui propose un emploi humiliant en tant que domestique. En parallèle, il connaît un amour contrarié pour la pieuse Kitty Bell, l'épouse de son propriétaire. Ces deux fils d'intrigue sont développés autour d'un troisième personnage, un quaker, qui tente - en vain - de prodiguer ses conseils aux deux amants. À la fin, le jeune homme se suicide. Vigny met en scène un paradigme qui lui est cher : le poète est doublement rejeté, et dans sa vie sentimentale, et dans sa vie sociale. La seule réussite possible se situe dans une gloire posthume.

## Analyse: un poète maudit
Vigny présente sa propre pièce dans la Dernière nuit de travail, du 29 au 30 juin 1834 : « Je viens d'achever cet ouvrage austère dans le silence d'un travail de dix-sept nuits. »
Avec cette pièce inspirée de la vie de Thomas Chatterton, Alfred de Vigny devient l'un des fondateurs du mythe romantique du « Poète maudit », notion évidemment postérieure qu'il peut être intéressant de lui appliquer. Chatterton incarne en effet un poète rejeté par les autres, et qui en a conscience. Il est jeune, et pourtant désillusionné (« J'aurai demain dix-huit ans », déclare-t-il au Quaker, avant d'ajouter « j'ai vécu mille ans ».) ; talentueux, et pourtant pauvre, incompris et persécuté. Il souffre encore du tempérament mélancolique qui caractérise le génie pour le XIXe siècle, mais le prédispose aussi à un comportement autodestructeur voire suicidaire. Et de fait, le personnage se donne la mort après avoir détruit ses dernier manuscrits, se comparant alors à Caton d'Utique, qui s'était suicidé par honneur (à l'acte III, scène 1, Chatterton dit : « [Caton] n'a point caché son épée. Reste comme tu es, Romain et regarde en face ») ; mais Chatterton, quant à lui, se suicide pour fuir une réalité où il ne trouve pas sa place. L'œuvre de Vigny échappe cependant au manichéisme : le jeune poète trouve en effet écoute et tentatives de consolations avec le Quaker, tout au long de la pièce.
Cette thématique était déjà présente dans le roman Stello, dont Vigny reprend par ailleurs de larges passages issus des chapitres XV à XVIII. « Du jour où il sut lire il fut Poète, et dès lors il appartint à la race toujours maudite par les puissances de la terre... », notait-il alors. Dans ce roman, Alfred de Vigny inscrivait Chatterton dans la liste des écrivains tourmentés, soulignant le prodige de ce personnage à la destinée tragique, combinant jeunesse et talent : « oui, je me sens ému à la mémoire de ces œuvres naïves et puissantes que créa le génie primitif et méconnu de Chatterton, mort à dix-huit ans ! Cela ne devrait faire qu’un nom, comme Charlemagne, tant cela est beau, étrange, unique et grand. ».

Mais il n'était encore qu'un avatar du « Poète maudit » parmi d'autres :
« Avoir toujours présentes à la pensée les images, choisies entre mille, de Gilbert, de Chatterton et d’André Chénier [...]. L’un des trois fantômes adorables vous montrera sa clef, l’autre sa fiole de poison, et l’autre sa guillotine. Ils vous crieront ceci : Le Poète a une malédiction sur sa vie une bénédiction sur son nom. »
 Dans sa célèbre étude sur Les Poètes maudits, Paul Verlaine mentionne à son tour le nom de Chatterton et fait référence à Stello. Quant à la pièce, elle demeure une référence jusqu'au XXe siècle pour les poètes torturés en difficulté, à l'instar de la jeune poétesse Mireille Havet, par exemple, autre enfant prodige qui désespère de trouver une place dans la société :
« J’ai vu des artistes, mais ce n’est pas dans le monde, et j’aime mieux n’en pas parler car ceux-là sont morts de misère, d’abandon, d'espoir manqué. Et on ne pourrait pas les recevoir parce qu’ils voient trop clair, et que Chatterton les a damnés d’un exemple éternel. »

## Edition moderne
- Vigny : Chatterton, édition de Pierre-Louis Rey, 2001.

''Bibliographie''
- Paul Bénichou : ''Romantismes français'', II, Gallimard, 2004, p. 1128-1131